# Mariann Horváth
Mariann Horváth (Budapest, 23 settembre 1968) è un'ex schermitrice ungherese, vincitrice di sei medaglie d'oro e due d'argento ai campionati mondiali di scherma. Vincitrice anche di 2 Coppe del Mondo di scherma.